# Coprinopsis epichloea
Coprinopsis epichloea är en svampart som tillhör divisionen basidiesvampar, och som först beskrevs av C.B. Uljé och Machiel Evert ("Chiel") Noordeloos, och fick sitt nu gällande namn av Redhead, Vilgalys och Jean-Marc Moncalvo. Coprinopsis epichloea ingår i släktet Coprinopsis, och familjen Psathyrellaceae. Arten har ej påträffats i Sverige.